# Savigna
Savigna est une ancienne commune française située dans le sud du département du Jura et donc dans la partie la plus méridionale de la région Bourgogne-Franche-Comté.
Le 1er janvier 2017, elle fusionne avec Chatonnay, Fétigny et Légna pour former la commune nouvelle de Valzin en Petite Montagne.

## Géographie
La commune rurale de Savigna est située dans le pays de la Petite Montagne, dans le bassin de la Valouse, à mi-chemin entre Orgelet et Arinthod. Elle est composée de 3 hameaux : Savigna, Ugna et Givria.
Près de 100 ha de forêts, en majorité des feuillus, occupent son territoire. 
Hydrologie
Outre la Valouse, son principal affluent, le Valouson, traverse également cette commune, ce qui obligea à construire de nombreux petits ponts.
Le Valzin, autre affluent de la Valouse, traverse toutes les anciennes communes qui ont fusionné pour former la commune nouvelle de Valzin en Petite Montagne.

### Communes limitrophes

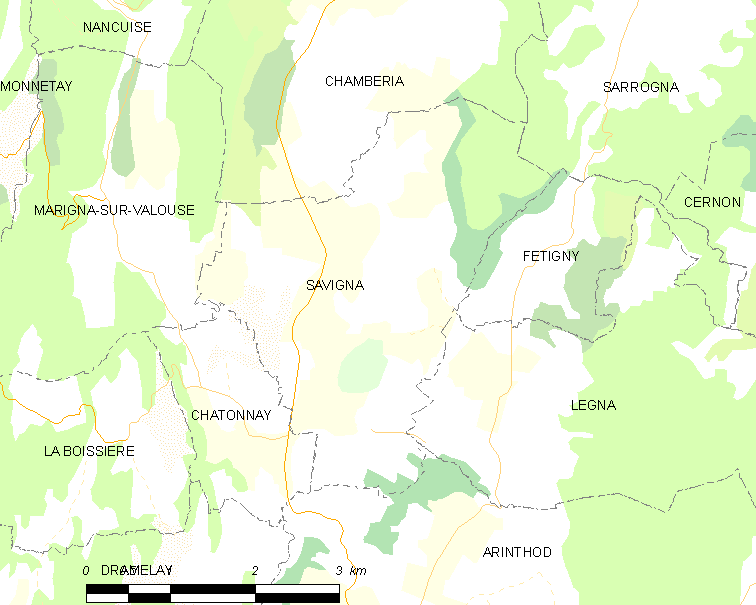

## Histoire

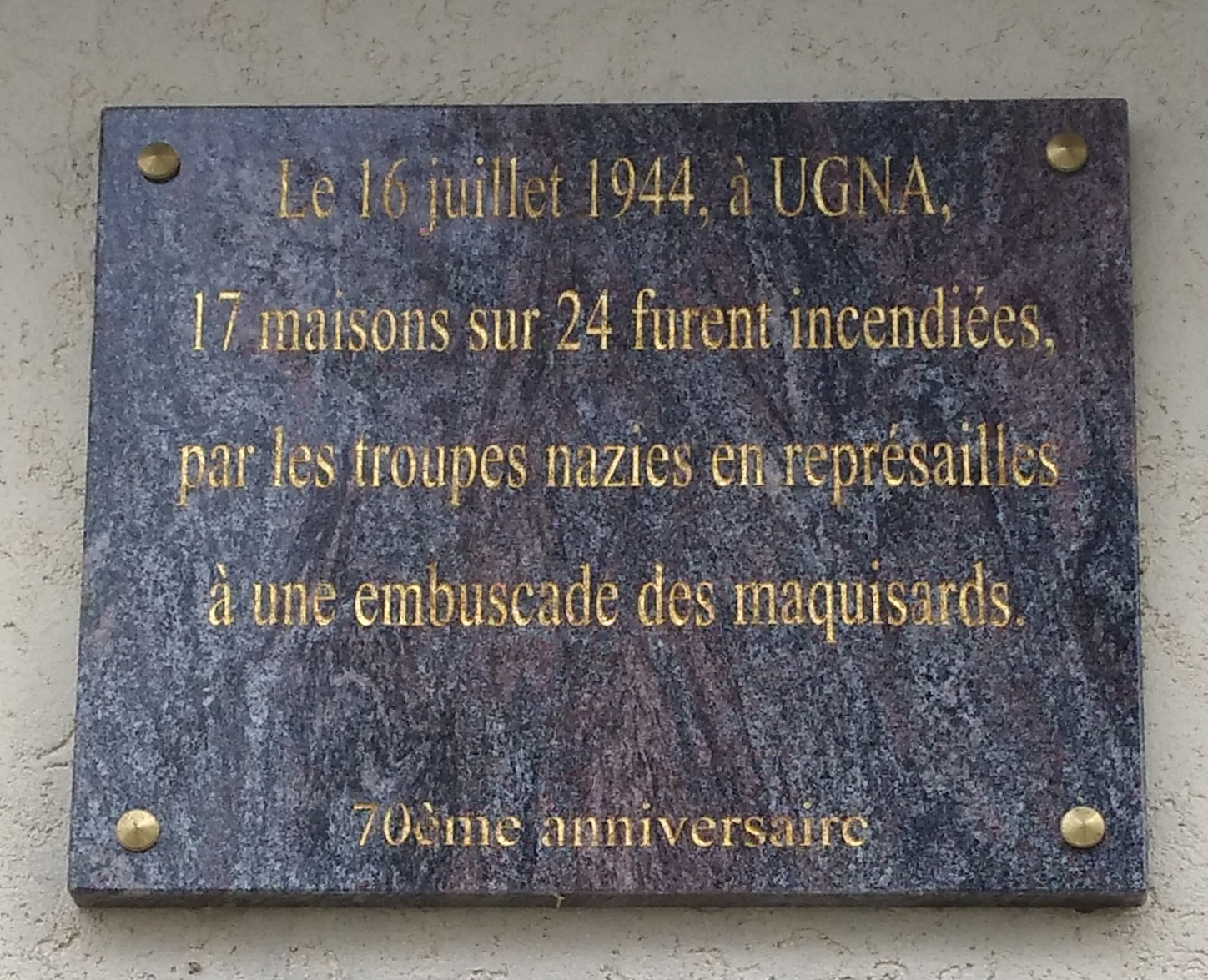
Plaque commémorative de l'incendie d'Ugna.

Le village était anciennement appelé Savigna-lez-Ugna.
Le nom viendrait de l'anthroponyme latin Sabinus et du suffixe -i-acum d'origine gauloise (désignant l'appartenance d'un domaine à un homme).
La première mention connue de l'existence du village date du XIIIe siècle. Il fut séparé de la seigneurie de Nancuise au XVIIIe siècle.
Les communes de Givria et Ugna ont été unies à Savigna respectivement en 1822 et 1823.
Le 16 juillet 1944, un détachement du groupe FFI Pigeon du maquis de Beaufort attaque une colonne allemande sur la route entre Orgelet et Arinthod et tue un officier .  En représailles, 17 maisons du village d'Ugna sont brûlées. Elles seront reconstruites après la Guerre, de 1949 à 1953.

## Politique et administration
| Période   | Période       | Identité          | Étiquette | Qualité  |
| --------- | ------------- | ----------------- | --------- | -------- |
| mars 2001 | mai 2011      | Louis Vuillet     | DVD       |          |
| juin 2011 | décembre 2016 | Cyrille Journeaux | SE        | Fromager |

## Démographie
L'évolution du nombre d'habitants est connue à travers les recensements de la population effectués dans la commune depuis 1793. À partir du 1er janvier 2009, les populations légales des communes sont publiées annuellement dans le cadre d'un recensement qui repose désormais sur une collecte d'information annuelle, concernant successivement tous les territoires communaux au cours d'une période de cinq ans. 
Pour les communes de moins de 10 000 habitants, une enquête de recensement portant sur toute la population est réalisée tous les cinq ans, les populations légales des années intermédiaires étant quant à elles estimées par interpolation ou extrapolation. Pour la commune, le premier recensement exhaustif entrant dans le cadre du nouveau dispositif a été réalisé en 2005,.
En 2014, la commune comptait 132 habitants, en évolution de +22,22 % par rapport à 2009 (Jura : −0,23 %, France hors Mayotte : +2,49 %).
| 1793 | 1800 | 1806 | 1821 | 1831 | 1836 | 1841 | 1846 | 1851 |
| ---- | ---- | ---- | ---- | ---- | ---- | ---- | ---- | ---- |
| 235  | 188  | 230  | 200  | 462  | 464  | 427  | 412  | 409  |

| 1856 | 1861 | 1866 | 1872 | 1876 | 1881 | 1886 | 1891 | 1896 |
| ---- | ---- | ---- | ---- | ---- | ---- | ---- | ---- | ---- |
| 392  | 369  | 365  | 330  | 319  | 320  | 289  | 280  | 244  |

| 1901 | 1906 | 1911 | 1921 | 1926 | 1931 | 1936 | 1946 | 1954 |
| ---- | ---- | ---- | ---- | ---- | ---- | ---- | ---- | ---- |
| 245  | 249  | 241  | 189  | 209  | 203  | 172  | 160  | 142  |

| 1962 | 1968 | 1975 | 1982 | 1990 | 1999 | 2005 | 2010 | 2014 |
| ---- | ---- | ---- | ---- | ---- | ---- | ---- | ---- | ---- |
| 137  | 137  | 124  | 112  | 118  | 118  | 106  | 110  | 132  |

## Lieux et monuments

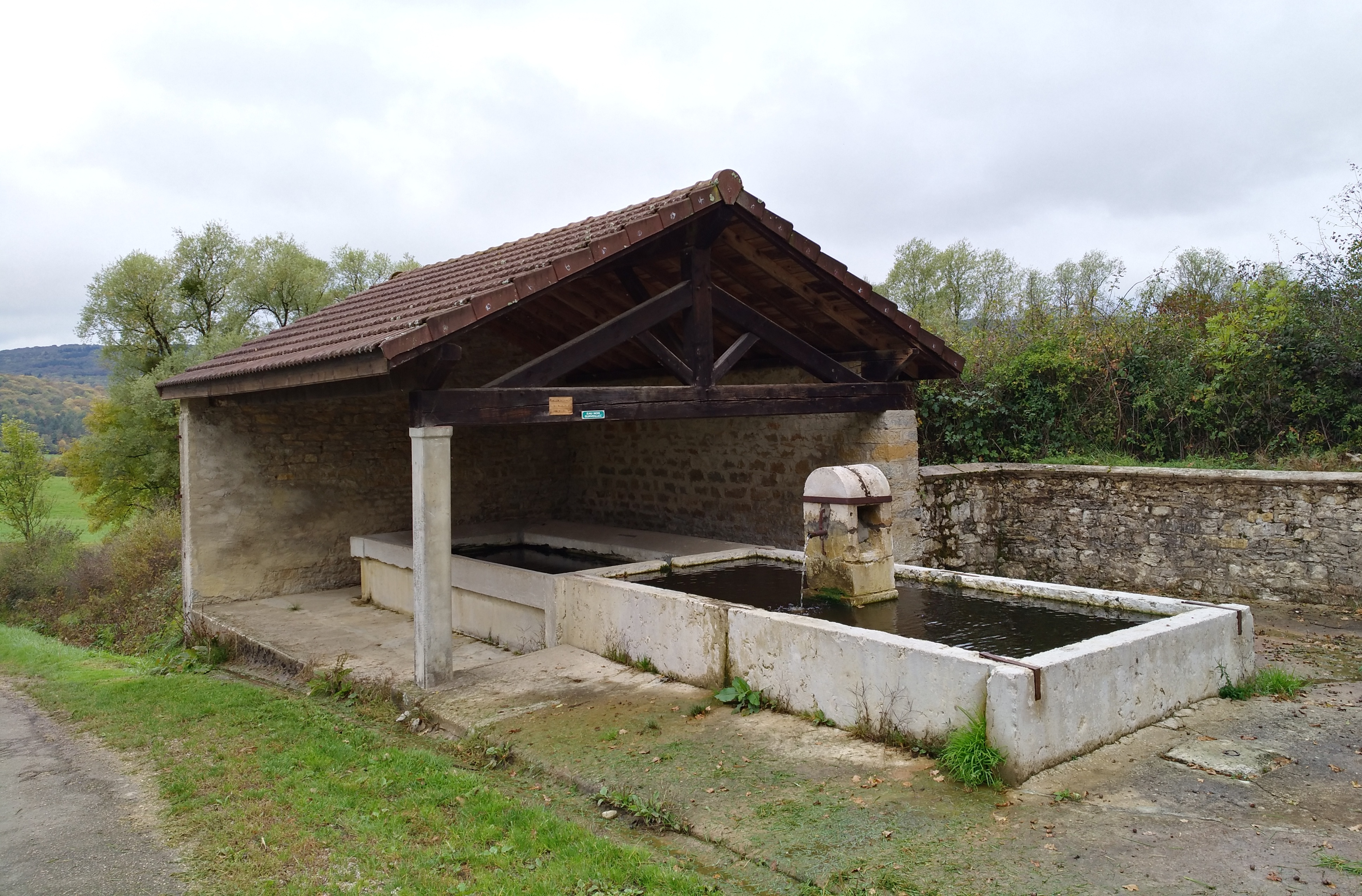
Lavoir d'Ugna.

- église avec beffroi de style gothique du XVe siècle, orné de quatre clochetons, et chapelle flamboyante voûtée d'ogives
- maison seigneuriale (en haut du village)
- statue de Madone (sur la côte dominant le village)
- ancienne gare d'Ugna-Savigna, vestige de la ligne des Chemins de fer vicinaux du Jura entre Lons-le-Saunier et Arinthod, active de 1901 à 1938
- lavoir à charpente originale (à Ugna, en direction de Marigna-sur-Valouse)
- stade du Martelet sur lequel ont été organisés les plus importants concerts du Festival de Bouche à Oreille

## Sources
- Résistance dans la région d'Orgelet, bulletin "Résistance Jurassienne, numéro 77 de janvier 2010